# Hainleite

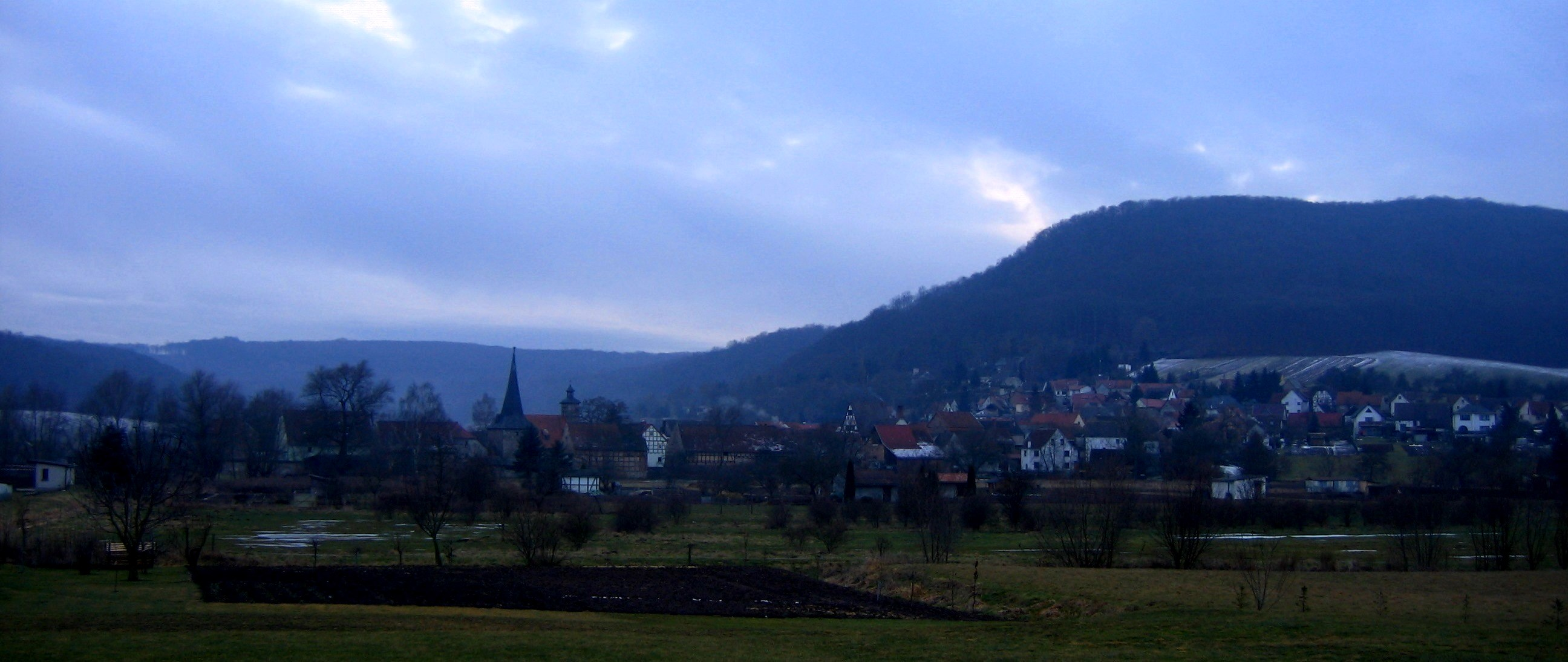
Das Dorf Seega, dahinter die Hainleite am Wipperdurchbruch

Die Hainleite ist ein bis 463,2 m ü. NHN hoher, etwa 210 km² großer und vielerorts bewaldeter Muschelkalk-Höhenzug in den Landkreisen Kyffhäuser, Nordhausen und Sömmerda im Norden von Thüringen (Deutschland). Sie stellt den nordöstlichsten Teil der Nordwestlichen Randplatte des Thüringer Beckens dar. Sie ist ein typisches „Pultschollengebirge“ mit steilem Gefälle nach Norden, einer Hochfläche und einem langsam nach Süden hin abfallenden Gefälle.

## Geographie

### Lage
Die Hainleite erstreckt sich größtenteils im Kyffhäuserkreis, ihr Nordwestteil liegt indes im Landkreis Nordhausen und ein Zipfel in der Mitte des kleinen Ostteils im Landkreis Sömmerda. Sie zieht sich keilförmig verengend nach Ostsüdosten, ihre steile, etwa 40 km lange Nord(nordost)flanke wird vom sich allmählich nähernden Tal der Wipper von Wipperdorf nordöstlich Bleicherodes (Landkreis Nordhausen) über Sondershausen bis Seega flankiert, wo der Fluss im Wipperdurchbruch den Höhenzug durchstößt und einen kleinen Ostteil abtrennt, der sich bis zur Thüringer Pforte der Unstrut bei Oldisleben zieht.
Jenseits der nur schwach abfallenden Südflanke und bereits im Thüringer Becken liegen Kindelbrück (Landkreis Sömmerda) im Osten und Ebeleben im Westen.

### Abgrenzung zum Dün

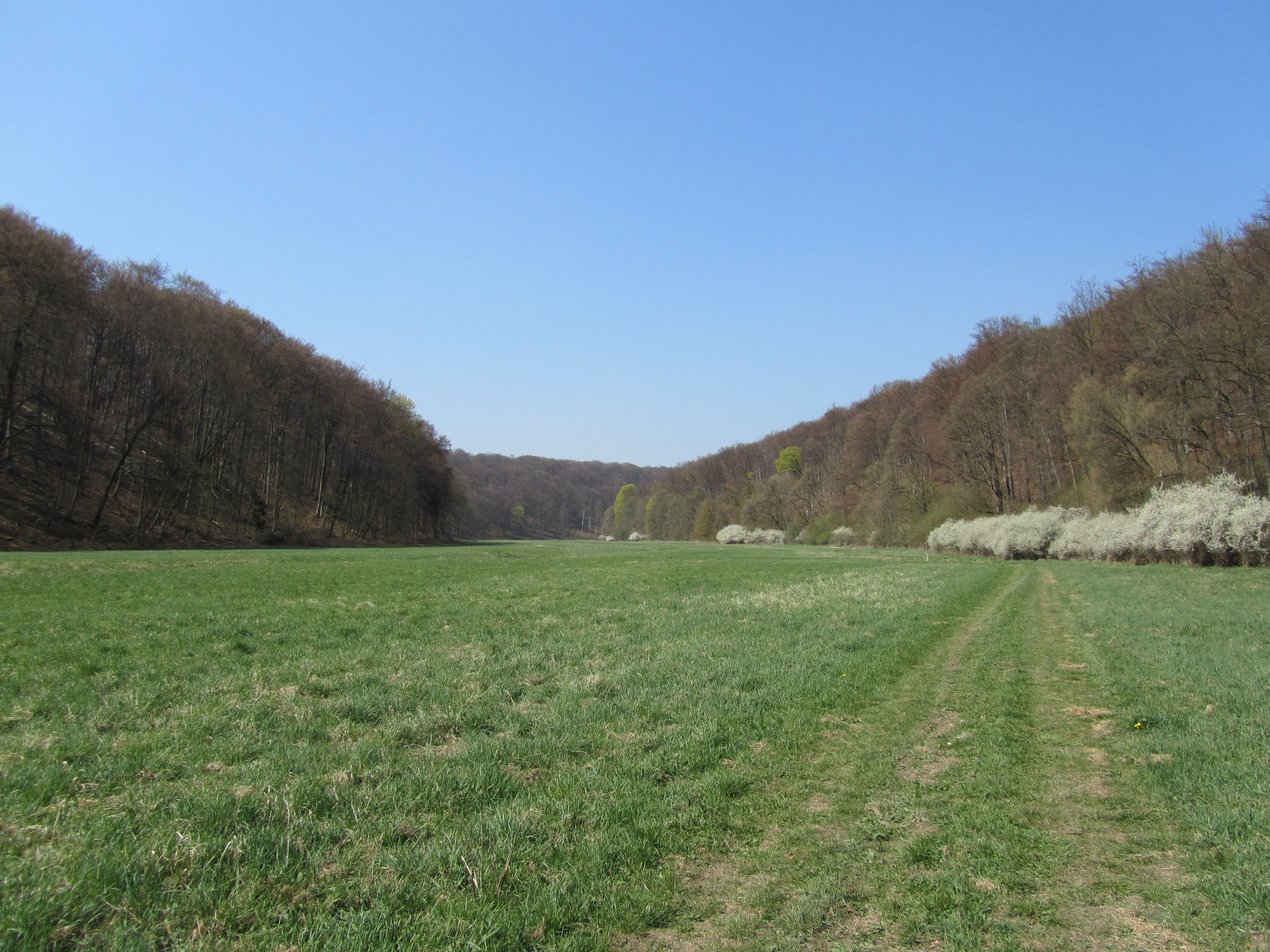
Das Helbetal westlich von Sondershausen

Dün und Hainleite gehen in Kammlagen vergleichsweise fließend ineinander über, während der südlichere Grenzverlauf orographisch eindeutig verläuft.
Das mittlere Helbetal der Helbe von seinem nördlichsten Punkt aus südostwärts bis Wiedermuth nördlich Ebelebens bildet eine vergleichsweise scharfe südliche Westgrenze zum Dün.
Nach Norden verwischt diese Grenze etwas; von Nord nach Süd verläuft die üblicherweise gezogene Grenze von Großlohra bis zur Helbe wie folgt:
- Renkgraben mit L 1016
- Wurzelweg (L 1033)
- Kaltes Tal
- Martinsgrund

Diese Grenzziehung entspricht insbesondere den Benennungen von Schutzgebieten; so verläuft entlang des Wurzelweges und des Renkgrabentals die Grenze vom Landschaftsschutzgebiet Dün–Helbetal zum Naturschutzgebiet Westliche Hainleite. Auch entspricht sie den Bezeichnungen auf Karten und korreliert überdies mit der Nennung der Wettenburg als höchster Erhebung der Hainleite in gängigen Nachschlagewerken. Der Sattel zwischen beiden Höhenzügen liegt hiernach auf gut 410 m am Wurzelweg.
Es sei indes erwähnt, dass die weiter östlich bereits deutlich innerhalb der Hainleite gelegenen Täler der Bebra (von Süden in Richtung Sondershausen) und vor allem der Wipper (Wipperdurchbruch von Seega in Richtung Süden) deutlich markantere Kammeinschnitte darstellen.

#### Alternative Grenzziehung vom Katzenstein aus

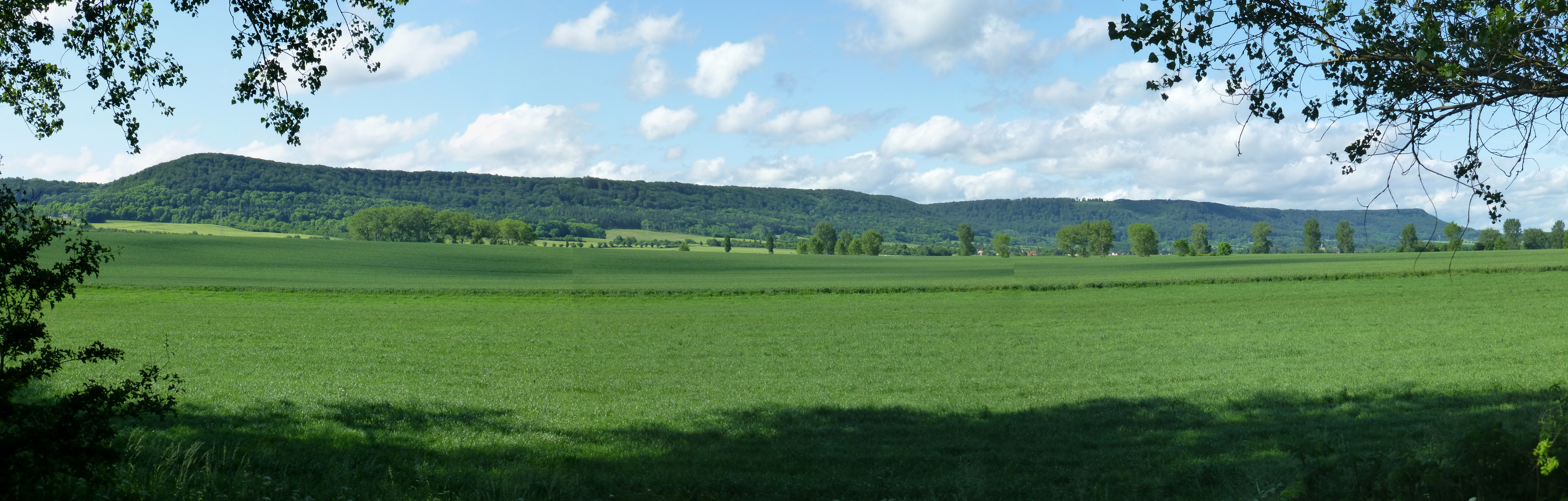
Der östliche Dün am Übergang zur Hainleite (von links der Reinhardberg, in der Mitte die Katzenburg und ganz rechts der Katzenstein oder Kattstein)

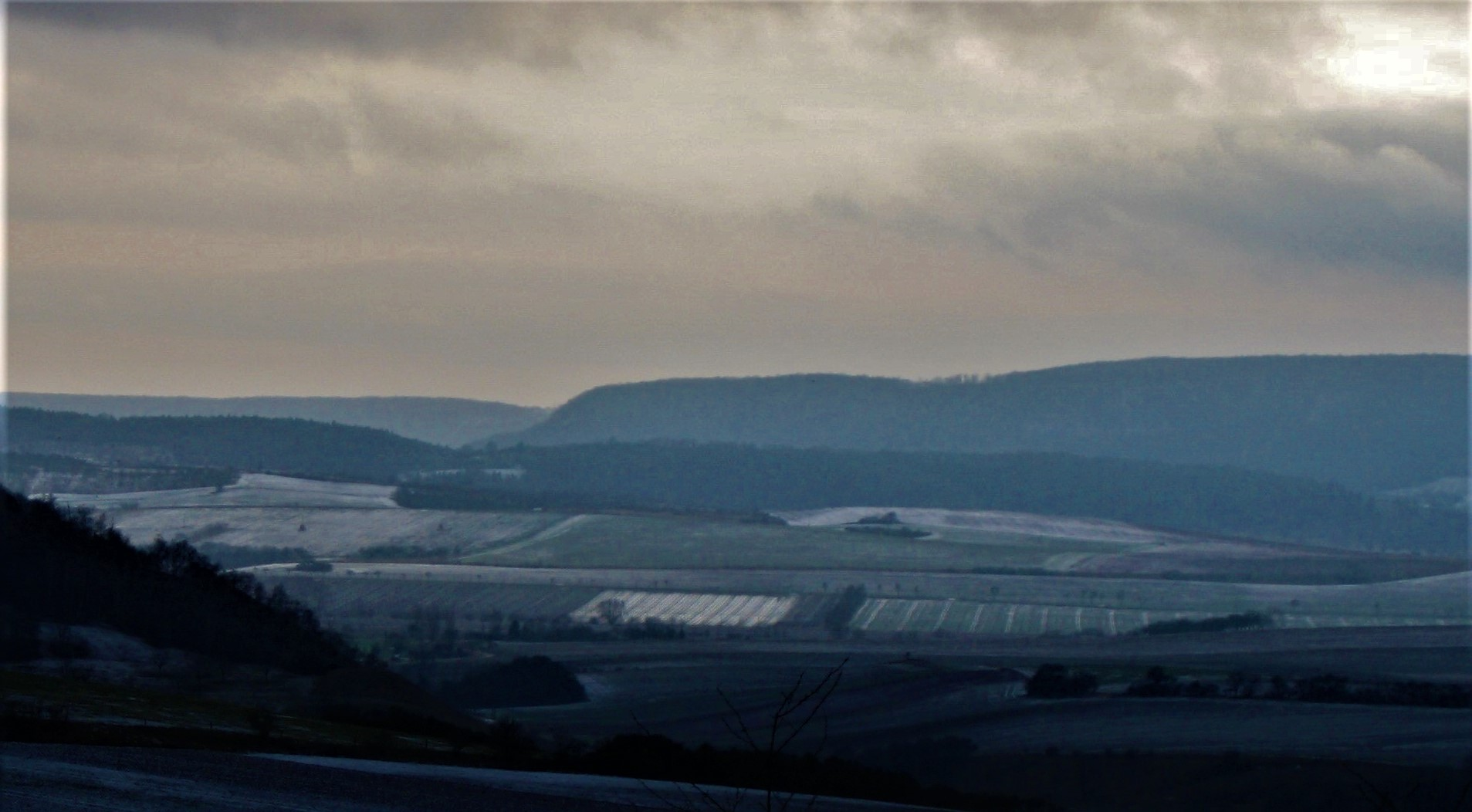
Blick von Norden (vom Kyffhäuserwald) auf die Hainleite bei Seega. Man sieht das Tal des Wipperdurchbruch und den nördlichen Steilhang.

In der Landschaftskarte des Bundesamtes für Kartographie und Geodäsie sowie in den rund 200 m tiefer gelegenen Ortschaften um Sollstedt wird der fast 90° einnehmende Nord-Ost-Knick der Schichtstufe am Katzenstein (auch Kattstein genannt; rund anderthalb Kilometer südsüdöstlich Sollstedts) als Nahtlinie von Dün (Kammverlauf nach Norden) und Hainleite (Kammverlauf nach Osten) angesehen. Dessen naheliegendste Verlängerung zum nördlichsten Punkt der Helbe würde nach Südosten der nordöstlichen Grenze von Helbedündorf (Kyffhäuserkreis) zum Landkreis Nordhausen folgen, die entlang eines Nebentals der Helbe verläuft.
Nach diesem Grenzverlauf wäre die Katzenburg südlich Obergebras mit 476,8 m höchste Erhebung der Hainleite, die indes nur etwa 20 m Schartenhöhe (Scharte auf ca. 457 m) und 3 km Dominanz gegenüber dem Kriegsberg (485 m, südwestlich) aufzuweisen hätte, während die Dominanz der zentral im Westteil der Hainleite gelegenen Wettenburg immerhin 9 km bei etwa 53 m Schartenhöhe beträgt.

### Benachbarte Landschaften
Nördlich der Hainleite liegt jenseits der Wipper der Höhenzug Windleite und nordöstlich jenseits der Bäche Kleine Wipper und Solgraben das Kyffhäusergebirge. Nordöstlich befindet sich im Tal der Wipper zwischen Bad Frankenhausen und dem an der Unstrut gelegenen Artern die Diamantene Aue. Im Ostsüdosten liegt – jenseits der Thüringer Pforte, einem kleinen Durchbruchstal der Unstrut bei Oldisleben (Norden) und dessen Ortsteil Sachsenburg (Süden) – die Schmücke mit der nordöstlich davon befindlichen Hohe Schrecke. In südliche Richtungen fällt die Landschaft in das Thüringer Becken mit den Flüssen Helbe und Unstrut ab und im Westen geht die Hainleite in Kammlagen nahtlos in den Dün über.

### Gliederung

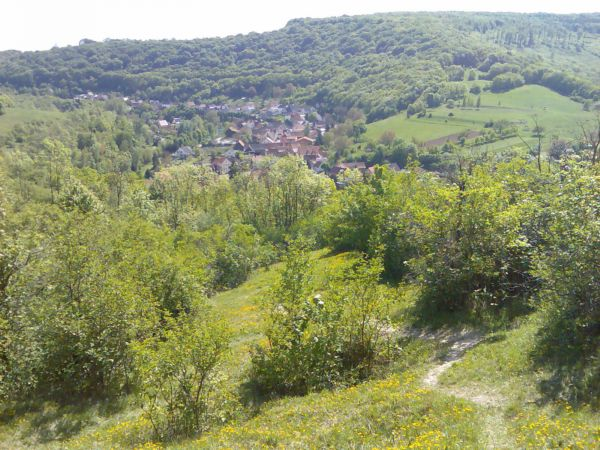
Der Wipperdurchbruch bei Günserode

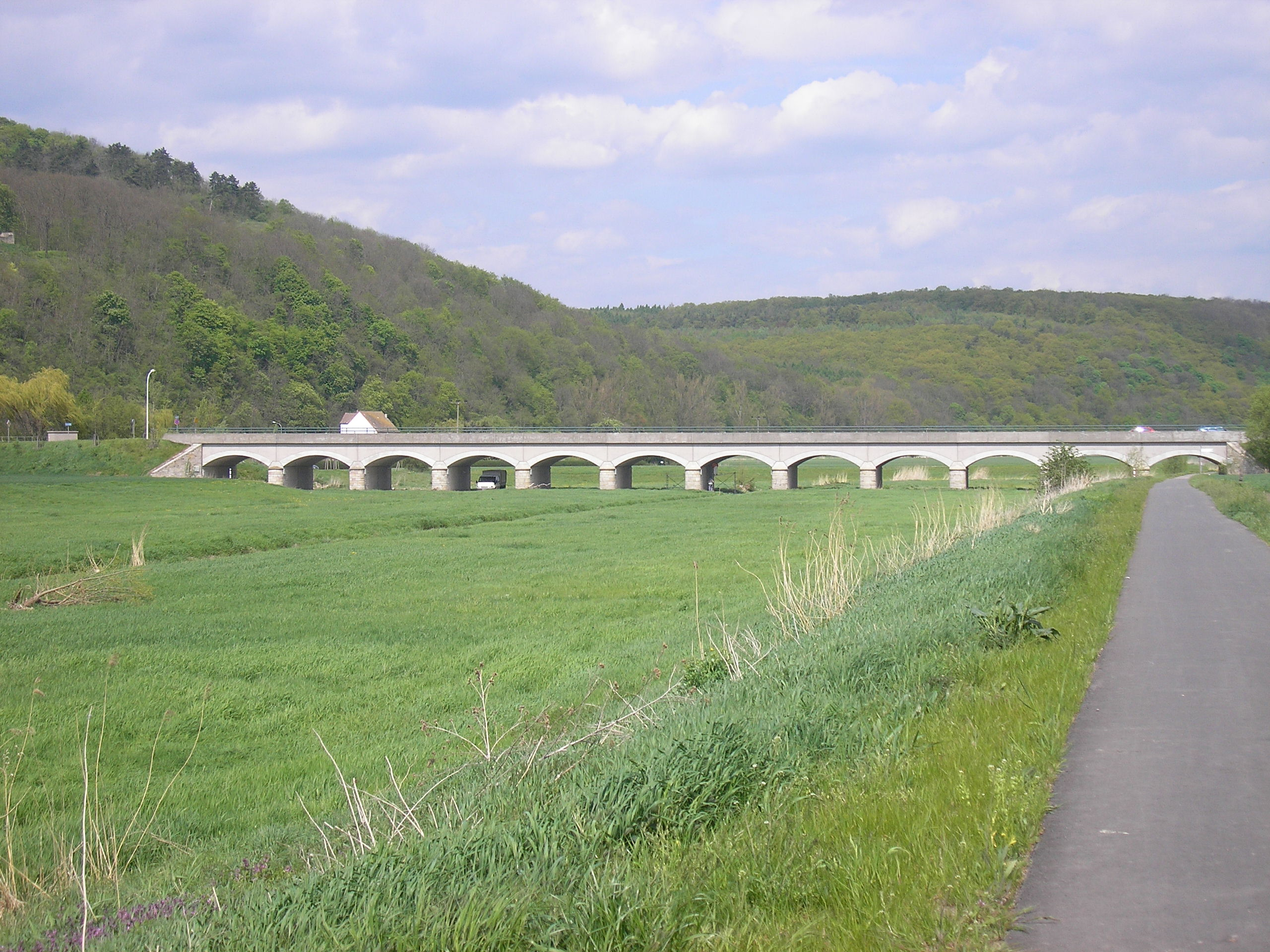
Die Thüringer Pforte bei Sachsenburg

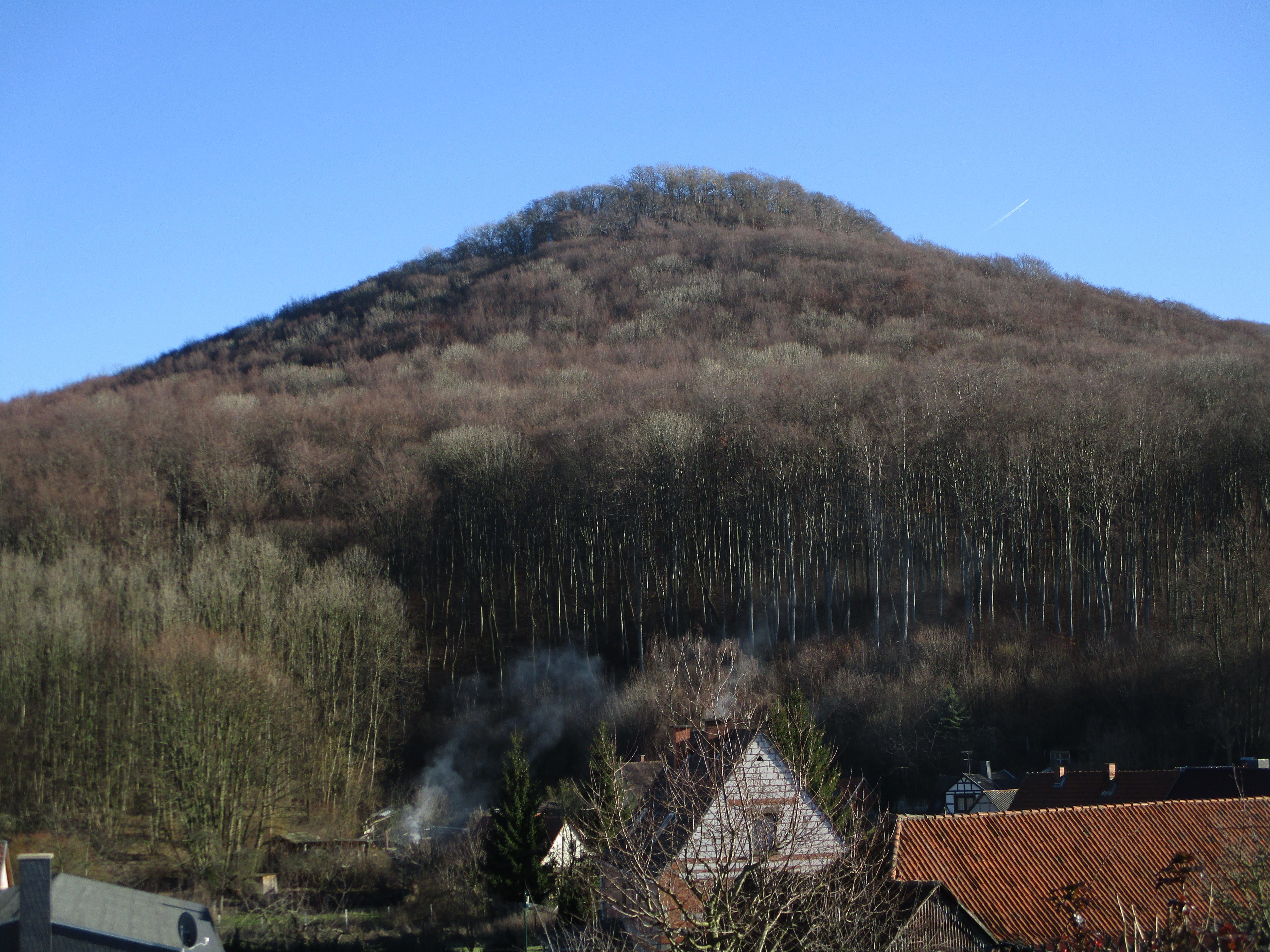
Wöbelsburg bei Hainrode, einer der vielen Bergsporne der Hainleite

Die Hainleite wird durch eine Talung im Kammbereich und ein Durchbruchstal in drei Segmente geteilt – mit Flächen in Quadratkilometer (km²) und Höhen in Meter (m) über Normalhöhennull (NHN):
- Westliche Hainleite (105 km²[2]; an der Wettenburg bis 463,2 m)
  - Bebratal der Bebra (am Sattel beim Bahnhof Hohenebra knapp über 300 m)
- Mittlere Hainleite (75 km²[2], am Wolfshof bis 441,6 m)
  - Wipperdurchbruch (Wipper, um 160 m)
- Östliche Hainleite (20 km²[2], auf namenlosem? Berg, bis 390,6 m) (Lauberkopf)
  - Thüringer Pforte (Unstrut um 120 m)
- Scharfer Berg (schmaler Grat bis 250 m, wird zur Schmücke-Haupteinheit gerechnet; z. T. im LSG Hainleite, siehe #Schutzgebiete)

Die Nahtlinie zum Dün erreicht im Kammbereich Sattellagen von gut 410 m und fällt dort deutlich schwächer aus als der Sattel südlich der Talung der Bebra, die sich von Sondershausen bachaufwärts nach Süden zieht und von der Bahnstrecke Nordhausen–Erfurt begleitet und schließlich verlängert wird. Entlang der Eisenbahnlinie ist der Muschelkalk komplett durch Löss und Lössderivate durchbrochen.
Das canyonartige Wipperdurchbruchstal stellt sogar einen komplett eigenständigen Naturraum dar. Geologisch hat es Ähnlichkeit mit dem Creuzburger Werradurchbruch der Werra bei Creuzburg, der ebenfalls den Muschelkalk der Nordwestlichen Randplatte des Thüringer Beckens durchbricht.

### Flusseinzugsgebiete
Die Hainleite befindet sich vollstándig im Einzugsgebiet der Unstrut. Der Kamm der Westlichen Hainleite und dem westlichen Teil der Mittleren Hainleite (westlich von Trebra)  bildet die Wasserscheide zwischen Helbe (im Süden) und Wipper (im Norden). Im Bereich des Wipperdurchbruchs befindet sich die gesamte Hainleite im Einzugsgebiet der Wipper, während der östliche Teil der Östlichen Hainleite ("Wenige Hainleite") die Wasserscheide zwischen der Wipper (diesmal nach Süden) und der Kleinen Wipper bzw. dem Kanalsystem der Esperstedter Wiesen (nach Norden) bildet. Im Osten wird die Hainleite vom Durchbruchstal der Unstrut (Thüringer Pforte) begrenzt. Sämtliche hier genannten Gewässer sind linke Nebenflüsse zur Unstrut.

### Berge
Die Hainleite nimmt von (Westnord-)Westen nach (Ostsüd-)Osten an durchschnittlicher Höhe ab. Auf die drei Segmente (s. o.) verteilen sich die Berge und Gipfel wie folgt – sortiert nach Höhe in Meter (m) über Normalhöhennull (NHN)::
- Alternative Grenzziehung am Katzenstein
  - Katzenburg (476,6 m), südlich von Obergebra
  - Reinhardsberg (423 m), südöstlich von Niedergebra
- Westliche Hainleite
  - Wettenburg (463,2 m), zwischen Straußberg (NO) und Immenrode (S), Kyffhäuserkreis
    - Waldesruhe (445,5 m) – Ostsüdostausläufer
    - Kirchberg (439,7 m), Nordwestausläufer
    - Rauchenberg (415,8 m), Nordsporn südwestlich Wernrodes, Landkreis Nordhausen
    - Sargberg/Feuerkuppe (409,3 m);  Nordostsporn südöstlich von Wernrode
    - Gemeindeberg (407,3 m), Nordsporn südlich von Wernrode

  - Der Berg (452,3 m), nordwestlichster Berg der Hainleite; südlich Großwenden, Landkreis Nordhausen
    - Burg Lohra (Nordausläufer)

  - Teilberg (442,7 m), westlich von Wernrode, Landkreis Nordhausen
    - Zengenberg (416 m), Ostsporn

  - Wöbelsburg (429,2 m), Nordrand, mit NSG; südöstlich Hainrodes, Landkreis Nordhausen
  - Löhchen (428,1 m), nordwestlich Kleinberndtens, Kyffhäuserkreis
  - Frauenberg (411,3 m), nordwestlich Sondershausens, Kyffhäuserkreis
  - Mittelberg (352,1 m), äußerster Südosten; südöstlich Himmelsbergs, Kyffhäuserkreis
- Mittlere Hainleite
  - Wolfshof (441,6 m), südöstlich Sondershausens, Kyffhäuserkreis
    - Possen (431,5 m), Westnordwestausläufer

  - Dorn („Göldner“; 411,2 m), südlich Sondershausens, Kyffhäuserkreis
    - Spatenberg (366,1 m) – Nordostausläufer

  - Filsberg (319,5 m), nördlicher Zeugenberg mit NSG; westlich Hachelbichs, Kyffhäuserkreis
  - Kuhberg (405,8 m), NSG; südwestlich nah Seega, aber Gemarkung Oberbösa, Kyffhäuserkreis
  - Heidelberg (403,3 m), südlich Hachelbichs, Kyffhäuserkreis
  - Große Haardt (331,0 m), Südrand; nordöstlich Hohenebras, Kyffhäuserkreis
- Östliche Hainleite
  - namenloser? Berg (390,6 m), nordnordwestlich Bilzingsleben-Düppels, Landkreis Sömmerda
  - Pfarrkopf (309,0 m), nördlich Günserodes, Kyffhäuserkreis
  - Wächterberg (302,7 m), mit naher Oberer Sachsenburg, nordwestlich Oldisleben-Sachsenburgs, Kyffhäuserkreis

### Geologie
Im Bereich der Nordostabdachung der Hainleite wird der oberflächennahe geologische Untergrund von der Schichtabfolge der Kalke des Unteren Muschelkalks gebildet. Das kompakte Schichtpaket bildet auf den morphologisch weicheren, darunter gelagerten Tonen und Mergeln des Röts (Oberer Buntsandstein) eine markante Schichtstufe aus. Während die Schichtstufe im Bereich des Unteren Muschelkalks zum Teil senkrecht und mit unterschiedlich hohen Felsfronten abbricht, ist der Sockel aus den Gesteinen des Röt flacher ausgeprägt und leitet sanft in die von den Sandsteinen des Mittleren Buntsandsteins und Auelehmen geprägte Niederung der Wipper über. Im Süden erfolgt ein meist weniger markanter Übergang zu der von den Gesteinen des Oberen Muschelkalks gebildeten Hochfläche. Die Schichtstufe des Oberen Muschelkalks ist allenfalls südlich von Straußberg deutlich zu erkennen.
Die Gesteine des Muschelkalks sind auf Grund ihrer starken Zerklüftung und ihrer Löslichkeit wasserdurchlässig und verkarstet. Versickernde Niederschläge fließen meist unterirdisch schnell ab. Entlang des nördlichen Steilabfalls der Hainleite bilden sich Quellhorizonte an der Schichtgrenze zwischen Unterem Muschelkalk und Röt aus. Die Hochfläche der Hainleite ist ein Karstgebiet. Das Tal der Helbe beispielsweise liegt im Bereich des Muschelkalks aus oben genannten Gründen die meiste Zeit des Jahres trocken. Der Oberlauf der Helbe kann daher mit 20 km Länge als das längste Trockental Deutschlands angesehen werden. Im Bereich des Oberen Muschelkalks sind Erdfälle häufig. Ihre Entstehung ist auf den Einstürz unterirdisch vorhandener Höhlungen im Gestein zurückzuführen. Die Höhlenbildung hängt meist mit schneller löslichen Gipslinsen im Mittleren Muschelkalk zusammen.
Typisch für den Nordabfall sind Abrutschungen ganzer Schichtpakete des Unteren Muschelkalks, sogenannte Schollenrutschungen. An der Kante der Hainleite kann es durch diesen Vorgang zur Herausbildung von Klufthöhlen kommen. Stellenweise sind dadurch auch Felsen entstanden, wie beispielsweise am Rauchenberg bei Straußberg.
Nördlich fällt der Höhenzug relativ steil zum Tal der Wipper (ca. 200–163 m) ab, die in Sachsenburg in die Unstrut mündet, und nach Süden Richtung der Erfurter Tiefebene (ein Teil des Thüringer Beckens) relativ flach ab.

### Vegetation
Die potentielle natürliche Vegetation wird von Waldgersten- und Waldmeister-Buchenwäldern gebildet. An den Hangkanten sind kleinflächig Orchideen- und Eiben-Buchenwälder ausgebildet. In den Hangschuttbereichen sind, ebenfalls kleinflächig Bergahorn-Eschen-Hangschutt- und Steilhangwälder ausgeprägt. An den Felsfronten geht die Vegetation stellenweise in Trockengebüsche über und an Schutthalden bisweilen in waldfreie Blaugras-Halden. Im Bereich des Oberen Muschelkalks sind häufig staunasse Tonböden entwickelt, die die Eiche begünstigen. Die Bodenvegetation wird dort häufig von der Rasenschmiele gebildet.

## Schutzgebiete
Ein größerer Teil der Hainleite liegt im Landschaftsschutzgebiet Hainleite (8676 Hektar, Erstausweisung 1970), das nach Osten am Scharfen Berg (250 m) bis knapp über die Unstrut reicht. Es enthält komplett den in der Hainleite gelegenen Teil des insgesamt 7548 ha umfassenden, in weiten Teilen deckungsgleichen Vogelschutzgebietes Hainleite – Westliche Schmücke.
Neben diversen FFH-Gebieten enthält es die folgenden Naturschutzgebiete:
- NSG Wipperdurchbruch (631 ha, 1961) bei Seega
- NSG Kahler Berg – Kuhberg (204 ha, 1999) südlich Göllingens
- NSG Filsberg – Großes Loh (zweiteilig, 93 ha, 1999) südwestlich Hachelbichs
- NSG Wartenberg (82 ha, 1961) westlich Oldislebens, Buntsandstein-Nordabdachung

Im äußersten Nordwesten der Hainleite liegen, innerhalb des FFH- und Vogelschutzgebietes Westliche Hainleite – Wöbelsburg (1170 ha):
- NSG Westliche Hainleite (941 ha, 2004) südöstlich Großlohras
- NSG Wöbelsburg (65 ha, 1961), sich unmittelbar westlich anschließend

Ganz im Südosten liegen:
- NSG Hotzenberg (85 ha, 1961) südwestlich Schernbergs an der Nahtlinie zum Helbetal
- NSG Himmelsberg (68 ha, 1961) westlich Himmelsbergs im Helbetal [8]

## Wirtschaft und Tourismus

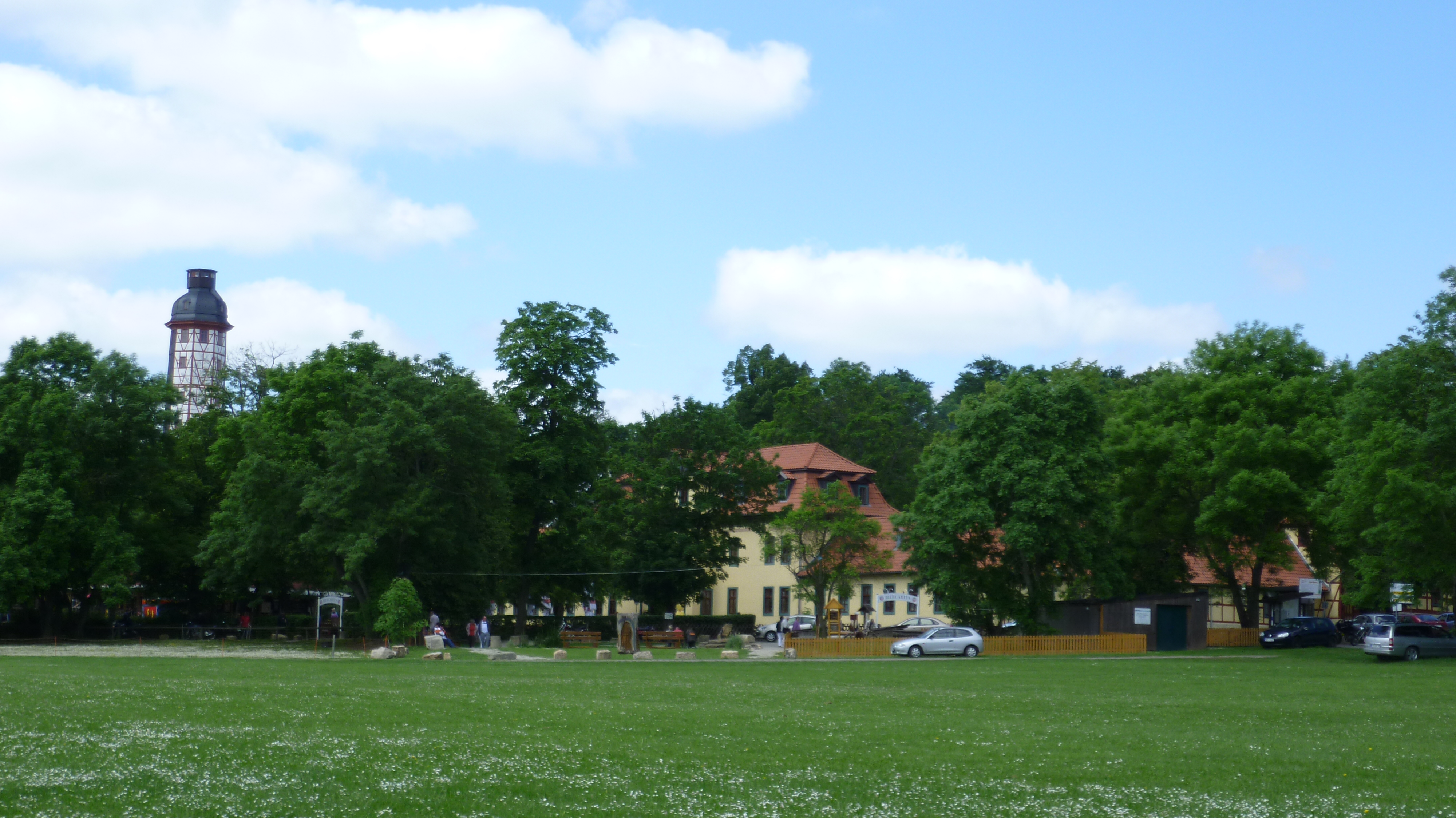
Auf dem Possen bei Sondershausen

Die Hainleite wird wegen des guten Waldbestands hauptsächlich forstwirtschaftlich genutzt.
Aber auch der Tourismus spielt eine wichtige Rolle. Sehenswürdigkeiten sind:
- Erholungszentrum Teichtal bei Hainrode
- die Stadt Sondershausen mit Schloss Sondershausen und Erholungszentrum Jagdschloss Possen mit historischem Possenturm (höchster Fachwerkturm Deutschlands) und einer Bungalowsiedlung
- Erlebnispark Straußberg u. a. mit Affenwald und Sommerrodelbahn
- die Kurstadt Bad Frankenhausen nahe dem Kyffhäuserdenkmal
- Obere und Untere Sachsenburg bei Oldisleben-Sachsenburg
- die Burg Straußberg im Ortsteil Straußberg (Sondershausen)
- die Burg Lohra oberhalb von Großlohra

## Wandern
Um die Kreisstadt Sondershausen gibt es über 30 Wanderrouten. Überregional bekannt sind nachfolgende drei Wege, die von West nach Ost teils in weiten Strecken über den Kamm der Hainleite führen:
- Barbarossaweg von (Korbach, Hessen) bis zum Kyffhäuser
- Hainleitewanderweg S2 von Friedrichroda bis Sachsenburg
- Hauptwanderweg Eisenach–Sondershausen–Kyffhäuser–Wernigerode

## Verkehr
Verkehrstechnisch ist das Gebiet der Hainleite gut erschlossen. Über die Städte Nordhausen und Sondershausen ist eine bequeme Anreise mit der Bahn möglich. Mit dem Auto kommt man von Norden her über die A 38 und B 80 und von Süden her über die A 4. Die Strecken B 4 und B 85 führen direkt über die Hainleite und verbinden die beide Magistralen. Östlich wird der Mittelgebirgszug von der A 71 tangiert.